# إيدي إلوود
إيدي إلوود (بالإنجليزية: Eddy Ellwood)‏ هو لاعب كمال أجسام بريطاني، ولد في 30 مارس 1964 في هارتلبول في المملكة المتحدة.